# Panaxia ingridae
Panaxia ingridae är en fjärilsart som beskrevs av Ulrich Roesler 1968. Panaxia ingridae ingår i släktet Panaxia och familjen björnspinnare. Inga underarter finns listade i Catalogue of Life.